# Tamandaré Ramírez Forte
Ramiro Tamandaré Ramírez Forte, conocido popularmente como Tamanda, (Corrientes, 13 de octubre de 1963) es un político argentino fue diputado de la Provincia de Corrientes y vicepresidente de la Cámara de Diputados de la Provincia de Corrientes. Actualmente es presidente del Partido Justicialista de Corrientes. De profesión abogado, egresado de la Facultad de Ciencias Sociales de la Universidad Nacional del Nordeste, se desempeñó como Diputado Provincial durante el período 2005-2009 y fue reelecto en las elecciones provinciales del año 2009.
Militó en la línea interna del peronismo correntino conocida como Vamos Compañeros liderada por el exdiputado nacional José Rodolfo Martínez Llano pero disconforme con la línea seguida por su conductor se retira junto a Hugo Perié y cran en la provincia la línea interna del peronismo conocida como La Corriente Peronista acompañando al por entonces gobernador de la provincia de Santa Cruz Néstor Kirchner. Es así que se transforman en los primeros kirchneristas de Corrientes. Actualmente lidera la Corriente Peronista Federal y es junto a Camau Espinola, Rubén Pruyas y Fabián Ríos uno de los dirigentes más importantes del peronismo correntino.